# مدافع (فیلم ۲۰۰۴)
مدافع (به انگلیسی: The Defender) یک فیلم اکشن محصول مشترک مشترک بریتانیا و آلمان که در سال ۲۰۰۴ منتشر شد. در این فیلم دولف لاندگرن کارگردان و بازیگر نقش اصلی می‌باشد. این فیلم در ۱۸ اکتبر ۲۰۰۵ به صورت ویدئویی در ایالات متحده منتشر شد. 

## بازیگران فیلم
- دولف لاندگرن ... لنس راکفورد
- جری اسپرینگر ... رئیس جمهور ایالات متحده
- شاکرا لیدارد ... کی
- توماس لاکیر ... استیونسون
- کارولین لی جانسون ... خانم جونز
- جرالد کید ... مورگان
- ایان پورتر ... نیوئل
- هاوارد آنتونی ... پارکر
- جفری برتون ... جمال
- اددو گلدبرگ ... اسکریپت
- جیمز چالک ... لی
- لی زیمرمن ... خبرنگار
- استیون الدیر
- رادو فلورسکو
- اویدویو نیکولسو

## فیلمبرداری
شروع فیلمبرداری این فیلم از ۵ ژانویه تا ۴ فوریه ۲۰۰۴ در بوخارست، رومانی و واشینگتن دی سی انجام شد. 